# Cystobranchus
Cystobranchus — рід п'явок з підродини Piscicolinae родини Риб'ячі п'явки. Має 9 видів.

## Опис
Загальна довжина представників цього роду коливається від 30 до 75 мм. Мають 2 пари очей. Тулуб кремезний, стрункий, що складається з 3 сомітів, кожен з яких має 7 кілець. Передня та задня частини тіла помітно розділені. Задня присоска дуже велика, спрямована донизу. Передня присоска невеличка. Тіло по середині гладеньке. З боків проходять 11 пар великих везикул. Внутрішньою будовою нагадують представників роду Piscicola, від яких цей вид відрізняється відсутністю зовнішньої копулятивної області, наявністю спермотоків та 11-13 сім'яних залоз.
Забарвлення жовтувате, коричнювате, сіре (з різними відтінками) з малюнком у вигляді смуг, що розташовані поперечно або повздовжно. та окоподібних плям.

## Спосіб життя
Зустрічаються у річках, озерах, ставках, водосховищах. Доволі активні, добре розповсюджуються, присутня здатність до інвазії. Є паразитами, що живляться кров'ю риб. При цьому кожен вид присутній на певному роді риб.

## Розповсюдження
Поширено в Європі, Азії, Північній Америці.

## Види
- Cystobranchus fasciatus
- Cystobranchus mammillatus
- Cystobranchus meyeri
- Cystobranchus moorei
- Cystobranchus respirans
- Cystobranchus salmositicus
- Cystobranchus verrilli
- Cystobranchus virginicus
- Cystobranchus vividus